# Primula suffrutescens
Primula suffrutescens är en viveväxtart som beskrevs av Asa Gray. Primula suffrutescens ingår i släktet vivor, och familjen viveväxter. Inga underarter finns listade i Catalogue of Life.

## Bildgalleri

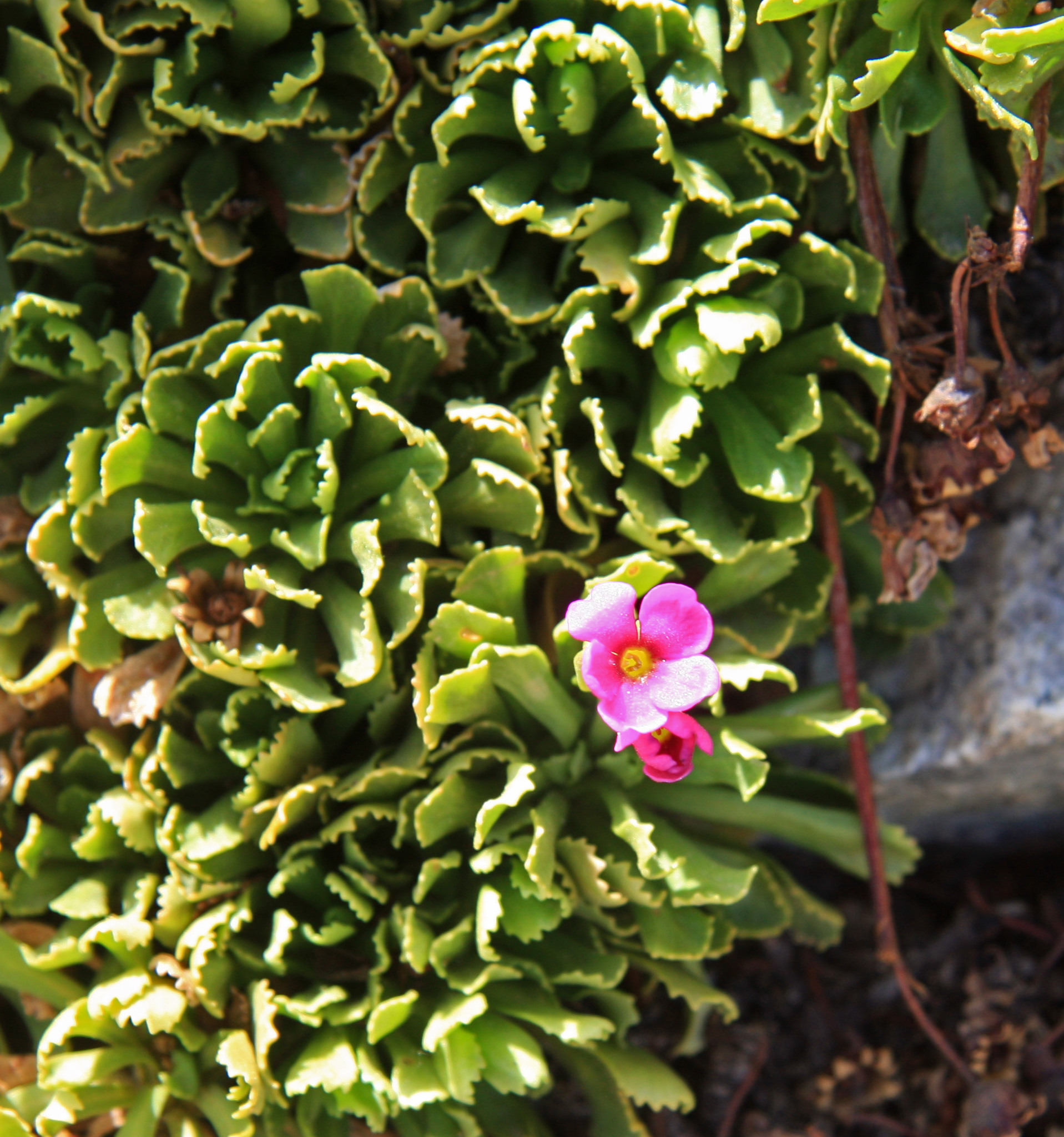